# Eden (Nowa Południowa Walia)
Eden – miasto w Australii, w stanie Nowa Południowa Walia, nad Oceanem Spokojnym.